# إيفون بريل
ايفون بريل (بالإنجليزية: Yvonne Brill)‏ ولدت باسم أبيها إيفون كلايز  في 30 ديسمبر 1924 في مدينة ونيبيج، وتوفيت في 27 مارس 2013 في برنستون، نيوجيرسي، وكانت من المهندسين الرواد في تصنيع محركات الصواريخ الأمريكية. وهي من أصل كندي. قامت أيفون بريل بتطوير محرك صاروخي جديد أصبح من المكونات الأساسية للأقمار الصناعية الخاصة بالإتصالات.

## حياتها وأعمالها
ولدت أيفون بريل، وكان أبوها أوجوست كلايز يعمل نجارا وأمها جوليان كاريت في مدينة وينيبيج بكندا. ونشأت في أحد أحياء وينيبيج المسمى سانت فيتال. وكان أبويها في الأصل من بلجيكا  وتعليمهما بسيط. درست إيفون الرياضة حتى عام 1945 في جامعة مانيتوبا. ثم عملت في شركة دوجلاس إيركرافت لصناعة الطائرات في كاليفورنيا. وكان اهتمامها كبير في نطاق وقود المحركات الصاروخية. وفي نفس الوقت حصلت على الماجستير في الكيمياء من جامعة سوث كليفورنيا.
وتعرفت أثناء دراستها بزميلها الكيميائي أيضا وليام بريل وتوجته، وتوفي زوجها 2010 . حصلت على الجنسية الأمريكية عام 1951 . وفي هذه السنة تزوجت من زوجها وليام بريل في 15 ديسمبر. وانجبت ولدين وابنة. وانتقل الزوجان إلى مقر عمل الزوج وليام بريل إلى شرق الولايات المتحدة بالقرب من برنستون. وأثناء حملها في مولودها الأول اقتصرت إيفون بريل على أن تكون مستشارة بحيث تعمل أجزاء من اليوم ولا تتفرغ تماما للعمل.
وفي عام 1966 عملت إيفون في مجال إلكترونيات الفضاء تبع محطة إذاعة آر سي إيه RCA . وقامت في السنة التالية بابتكار محركا صاروخيا يعمل بوقود هيدرازين يسمى «محرك الهيدرازين الكهروحراري» EHT ، وهو محرك صغير يستخدم في الأقمار الصناعية الخاصة بالاتصالات والخاصة بالمراقبة. ويتميز هذا المحرك الصاروخي بتسخين وقود الهيدرازين كهربائيا فرتفعت كفاءته بمقدار 30 % عن سابقه. وأهم ميزة لتلك الكفاءة العالية هو خفض وزن القمر الصناعي، حيث كان الوقود يشغل جزءا كبيرا من وزن القمر الصناعي. وقامت إيفون بريل بتسجيل اختراعها عام 1972 .
استخدم محرك الهيدرازين الكهروحراري لأول مرة في أحد الأقمار الصناعية لشركة آر سي إيه في عام 1983، وطوّر ليكون جزءا أساسيا في الأقمار الصناعية الخاصة بالاتصالات، واستخدمته شركات كبرى مثل " جنرال إليكتريك" و "لوكهيد مارتن" وأوربيتال ساينس كوربوريشن".
بعد عام 1981 عملت إيفون بريل في الركز الرئيسي لناسا بواشنطن العاصمة في مجال تقنية الوقود الصلب للصواريخ لمدة سنتين. وانتقلت عام 1986 إلى لندن لتعمل في مؤسسة «إنترناسيونال ماريتيم ساتيلايت أورجانيزيشن». وانتخبت عام 1987 لتمون عضوا في أكاديمية
National Academy of Engineering.
في عام 2002 منحها المعهد الأمريكي للطيران وريادة الفضاء «جائزة وايلد للمحركات الصاروخية».
وفي 2010 سجل اسمها في National Inventors Hall of Fame عن إنجازاتها. كما استقبلها الرئيس الأمريكي باراك أوباما في البيت الأبيض في 1 أبريل 2013 وأهداها الميدالية الوطنية للتقنية والابتكار في 21 أكتوبر 2011 .
توفيت إيفون بريل عن 88 عاما في أحد مستشفيات برنستون بسبب مرضها بسرطان الثدي يوم 27 مارس 2013. <ref name="wp"

## اقرأ أيضا
- لطفية النادي
- فريدة الشوباشي
- أحمد زويل
- مجدي يعقوب
- محمد عبد السلام
- عبد القدير خان
- علي مصطفى مشرفة
- زها حديد
- سليم الحساني
- فاروق حسني
- نيل أرمسترونج
- بروين حبيب
- معرفة
- جودة